# Nagykökényes
Nagykökényes község Heves vármegyében, a Hatvani járásban.

## Fekvése
Heves vármegye legnyugatibb települése. Hatvantól 12 kilométerre északnyugatra helyezkedik el, közel Pest és Nógrád vármegyék határához.

### Megközelítése, közlekedése
A falun keresztülvezet a Verseg és Hatvan közötti 2111-es út, de mellékút köti össze Erdőtarcsával (21 152-es út) és Zagyvaszántóval (2132-es út) is.

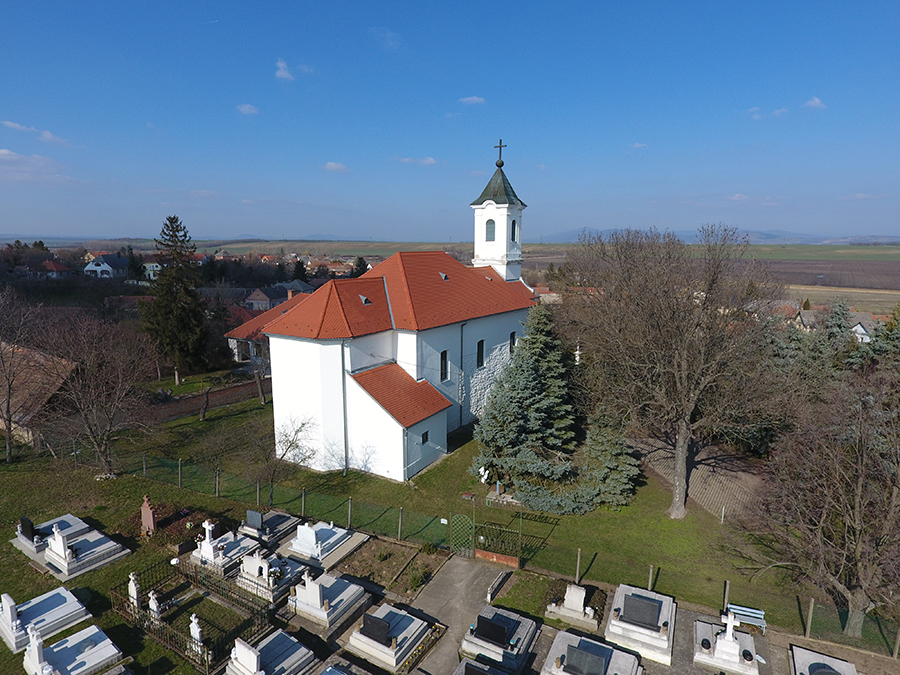
Nagykökényes, templom légi fotón

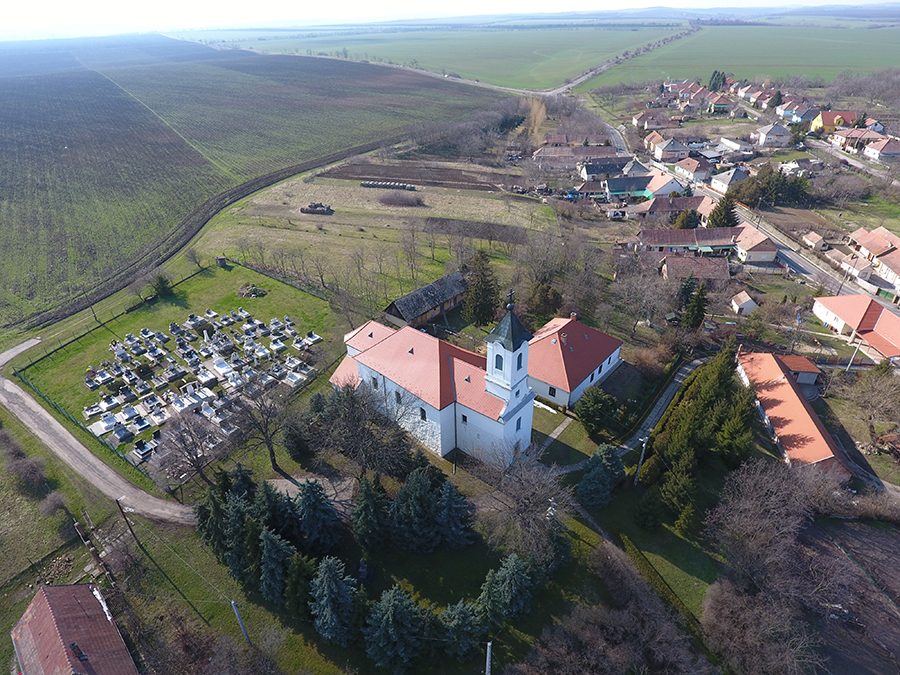
Nagykökényes, templom légi felvételen

## Története
Nagykökényes első ismert birtokosai a Szolnok nemzetség tagjai voltak, de itteni birtokukat korán elvesztették, azt a Kökényes-Radnót nemzetség kapta meg. A Kökényes-Radnót nemzetség a 12. század közepén birtokos volt, premontrei rendű monostort alapított, melynek kegyurai is voltak.
1312–1315 között a települést még az e nemzetségből származott Radnót birtokában találjuk, kinek utód nélküli halála után, 1322-ben  Kökényest I. Károly Róbert király az elhunyt sógorának, a Kacsics nemzetségbeli Simonnak, a palásti Radó család ősének adományozta.
A 15. században már Kökényes (1424) és Kökényesmonostora (1428) néven említik a oklevelek.
1493-ban a Szobi családnak is voltak itt birtokrészei.
A 16. század közepén a török hódoltsághoz tartozott és 1562–1563-ban Arpalik Hasszán aga, a budai önkéntes lovasok parancsnokának hűbérbirtoka volt.
1715-ben 17, 1720-ban 20 magyar háztartást írtak itt össze.
1740-ben a Podmaniczky család volt a földesura, 1770-ben pedig báró Orczy Lőrinc, Podmaniczky János és Sándor, a Bujanovszky és a báró Hellenbach családok birtoka volt.
1826-ban a báró Podmaniczky család birtoka, később pedig báró Laffert Antalé, gróf Benyovszky Zsigmondé, báró Podmaniczky Károlyé, Lajosé és Lászlóé, Szirmay Ádámé, Dessewffy Jóbé és Titusé, majd a 20. század elején Dessewffy Ödön és báró Harkányi János voltak a nagyobb birtokosai.
1854-ben nagy tűzvész is pusztított itt, akkor majdnem az egész helység leégett, 1873-ban pedig nagy kolerajárvány volt a településen.

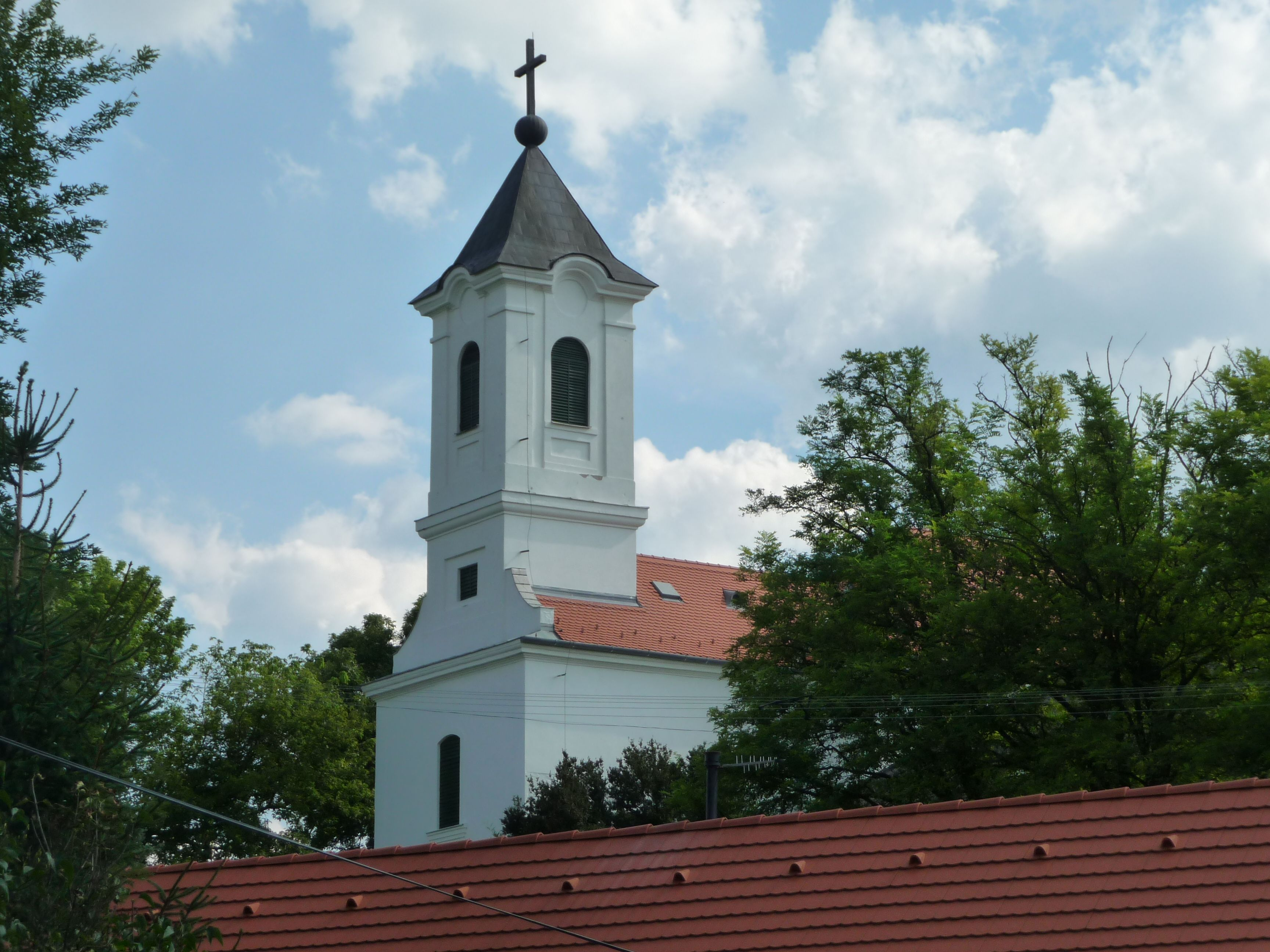
Római katolikus templom

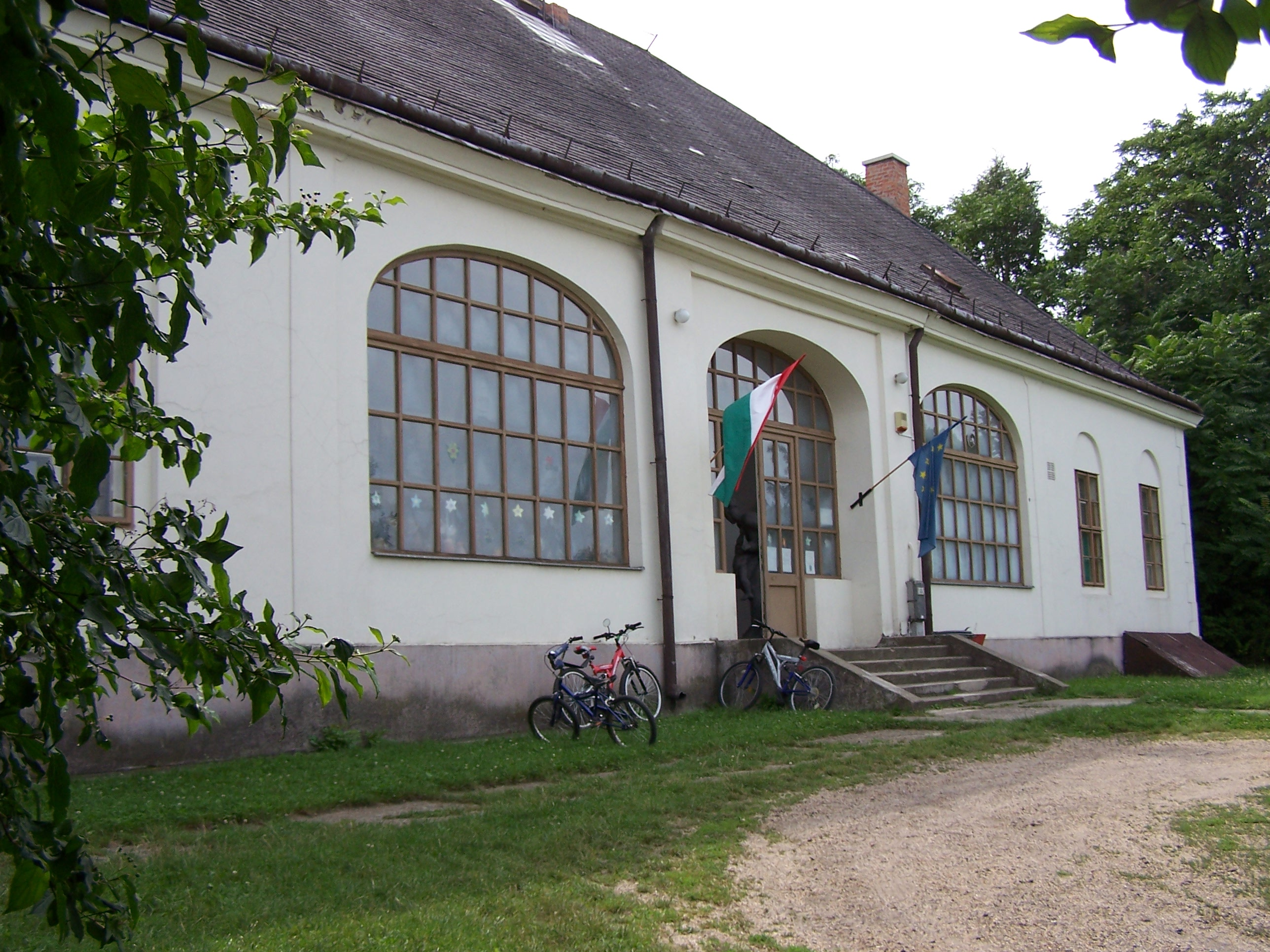
Dessewffy-kúria

A községbeli kúriák közül a Dessewffy Ödönét 1820 körül Dessewffy Imre építtette. E kúriában akkoriban 2000 kötetes könyvtár, egy eredeti pompeji váza, gazdag fegyvergyűjtemény is volt.
A másik kúria a 20. század elején Turák Dezsőé volt, de egykor gazdája a Benyovszky család volt.
A 20. század elején az 1950-es megyerendezés előtt Nógrád vármegye Sziráki járásához tartozott.
1910-ben 797 magyar lakosa volt. Ebből 753 római katolikus, 32 evangélikus, 9 izraelita volt.

## Közélete

### Polgármesterei
- 1990–1994: Török László (független)[3]
- 1994–1998: Török László (független)[4]
- 1998–2002: Török László (független)[5]
- 2002–2006: Török László (független)[6]
- 2006–2010: Török László (független)[7]
- 2010–2014: Gáspár Tamás (független)[8]
- 2014–2019: Besszer Andrásné (Fidesz-KDNP)[9]
- 2019–2024: Besszer Andrásné (Fidesz-KDNP)[10]
- 2024– : Besszer Andrásné (Fidesz-KDNP)[1]

## Népesség
A település népességének változása:
| Lakosok száma | 589  | 595  | 589  | 577  | 548  | 553  | 542  |
|               | 2013 | 2014 | 2015 | 2021 | 2022 | 2023 | 2024 |

2001-ben a település lakosságának közel 100%-a magyar nemzetiségűnek vallotta magát.
A 2011-es népszámlálás során a lakosok 84,2%-a magyarnak, 0,2% lengyelnek, 0,5% románnak, 0,2% ukránnak mondta magát (15,8% nem nyilatkozott; a kettős identitások miatt a végösszeg nagyobb lehet 100%-nál). A vallási megoszlás a következő volt: római katolikus 69,2%, református 2,7%, evangélikus 0,5%, görögkatolikus 0,5%, felekezeten kívüli 5,1% (21,6% nem nyilatkozott).
2022-ben a lakosság 94,2%-a vallotta magát magyarnak, 0,2-0,2% szlováknak, bolgárnak, ukránnak és görögnek, 2% egyéb, nem hazai nemzetiségűnek (5,8% nem nyilatkozott; a kettős identitások miatt a végösszeg nagyobb lehet 100%-nál). Vallásuk szerint 48,9% volt római katolikus, 2,7% református, 1,3% evangélikus, 0,4% görög katolikus, 0,7% egyéb keresztény, 1,1% egyéb katolikus, 9,5% felekezeten kívüli (35,4% nem válaszolt).

## Nevezetességei
- Római katolikus templom. Havas Boldogasszony tiszteletére felszentelt. A 18. században épült barokk stílusban.
- Világháborús emlékmű
- Volt Dessewfy kúria

## Híres emberek
- Itt született Molnár Dánielné, Ilcsi néni (1926–2013), a Magyar Köztársasági Érdemrend kiskeresztjével kitüntetett kozmetikus[14]